# آلتو بائودو
التو بائودو (به اسپانیایی: Alto Baudó) یک سکونتگاه مسکونی در کلمبیا است که در بخش چوکو واقع شده‌است.